# Розважев
Розва́жев (укр. Розважів) — село, входит в Иванковский район Киевской области Украины.
Население по переписи 2001 года составляло 756 человек. Почтовый индекс — 07241. Телефонный код — 4591. Занимает площадь 2 км². Код КОАТУУ — 3222084201.

## Местный совет
07241, Київська обл., Іванківський р-н, с. Розважів